# Säken Seifullin

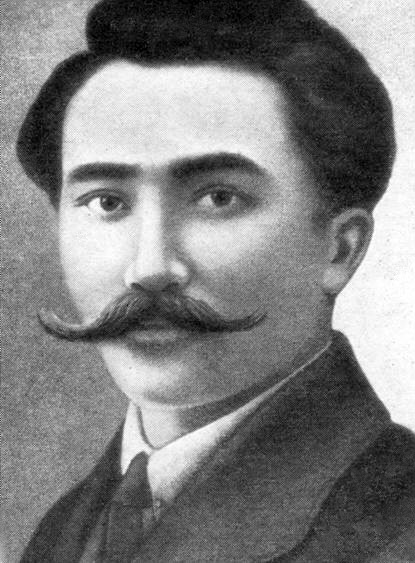
Säken Seifullin

Säken Seifollauly Seifullin (kasachisch Сәкен Сейфоллаұлы Сейфуллин Säken Seifollaūly Seifullin, russisch Сакен Сейфоллаевич Сейфуллин Saken Seifollajewitsch Seifullin; * 15. Oktober 1894 im Bezirk Akmola, Oblast Akmola, Russisches Kaiserreich; † 25. April 1938 in Alma-Ata, Kasachische SSR) war ein kasachischer Dichter, Schriftsteller und Politiker. Er gilt heute als einer der Begründer der modernen kasachischen Literatur.

## Leben
Säken Seifullin wurde 1894 in einem Dorf im Bezirk Akmola in der Oblast Akmola im Russischen Kaiserreich geboren. Er besuchte zuerst eine kasachisch-russische Schule und anschließend eine weiterführende Schule in Akmolinsk. Ab August 1913 besuchte er das Lehrerseminar in Omsk.
1914 erschien in der Zeitschrift Aiqap seine erste Veröffentlichung. Er beteiligte sich zusammen mit Nyghmet Nurmaqow und Maghschan Schumabai aktiv an der Gründung der Bildungs- und Kulturorganisation Birlik, die sich gegen das Russische Kaiserreich richtete und stattdessen Leistungen kasachischer Menschen in den Bereichen Kultur und Wissenschaft verbreitete. 1914 erschien sein erster Gedichtband. Ab September 1916 unterrichtete er als Lehrer an einer Schule, an deren Gründung er selbst beteiligt war. Im März 1917 zog Seifullin nach Akmolinsk, wo er in einem Gedicht die Februarrevolution begrüßte. Im April 1917 gründete er die soziopolitische und kulturelle Gesellschaft „Schasqasaq“ (Жасқазақ), deren Ziel es war die Bildung der Jugend und ihre Beteiligung an politischen Aktivitäten zu fördern. Im September begann er damit, dreimonatige pädagogische Kurse an der kasachisch-russischen Schule in Akmolinsk zu geben.
Als im Dezember 1917 die kommunistischen Bolschewiki auch in Akmolinsk an die Macht kamen, wurde Seifullin zum Mitglied des Präsidiums des Abgeordnetenrates gewählt und zugleich zum Volkskommissar für Bildung ernannt. 1918 wurde er in die Kommunistische Partei Russlands aufgenommen. Nachdem im Juni 1918 die Weiße Armee in Akmolinsk die Macht erlangte, wurde Seifullin verhaftet und in ein Gefängnis nach Petropawlowsk gebracht. Im April konnte er aus dem Gefängnis in Omsk fliehen, in des er zwischenzeitlich verlegt worden war. Im Juli erreichte er sein Heimatdorf, war aber nur zwei Monate später erneut zur Flucht nach Aulije-Ata gezwungen.
Anfang 1920 kehre er nach Akmolinsk zurück, wo er sich aktiv an der Wiederherstellung der Sowjetmacht beteiligte. Er wurde zum stellvertretenden Leiter des Revolutionskomitees ernannt. Als wenig später die Kirgisische Autonome Sozialistische Sowjetrepublik gegründet wurde, wurde Seifullin zum Präsidiumsmitglied des Zentralen Exekutivkomitees gewählt. Zwei Jahre später wurde er außerdem stellvertretender Volkskommissar für Bildung der Republik und Herausgeber der Zeitung Jengbekschi qasaq. Auf dem Dritten Sowjetkongress im September 1922 wurde er im Alter von nur 28 Jahren zum Vorsitzenden des Rates der Volkskommissare ernannt, was der Position des kasachischen Regierungschefs entspricht. Im selben Jahr wurde er auch zum Mitglied des Allrussischen Zentralen Exekutivkomitees gewählt. Er setzte sich dafür ein, dass die Kasachische Sprache auch in offiziellen Regierungsdokumenten verwendet werden darf. Er verfasste insgesamt neun Artikel in der Jengbekschi qasaq, in denen er sich diesem Thema widmete.
In den folgenden Jahren widmete sich Seifullin vor allem Lehrtätigkeiten an verschiedenen Bildungseinrichtungen; zudem veröffentlichte er dutzende Werke. Am 7. April 1925 wurde er Vorsitzender des Akademischen Zentrums des Volkskommissariats der Kasachischen SSR. Er veröffentlichte mehrere Gedichtsammlungen, Kurzgeschichten und Romane. Im März 1931 schloss er die Arbeit an seinem ersten Werk über kasachische Folklore ab.
Am 24. September 1937 wurde er durch das NKWD verhaftet. Im Februar 1938 wurde er zum Tode verurteilt und am 25. April 1938 in Alma-Ata erschossen. Erst 1958 wurde er rehabilitiert.

## Ehrungen
- Orden des Roten Banners der Arbeit (1936)[3]
- die Kasachische Agrartechnische Universität ist nach ihm benannt
- zwei Dörfer im Gebiet Aqmola tragen seinen Namen
- Straßen in Almaty, Astana und Omsk sind nach ihm benannt